# Stefan Janus
Stefan Władysław Janus (ur. 22 marca 1910 w Woli Duchackiej, zm. 11 listopada 1978 w East Farleigh) – major pilot Polskich Sił Powietrznych w Wielkiej Brytanii, as myśliwski.

## Życiorys
Urodził się 22 marca 1910 roku w Woli Duchackiej koło Krakowa, w tym też mieście ukończył w 1928 roku gimnazjum. W 1931 roku został powołany do wojska i skierowany do Szkoły Podchorążych Rezerwy Artylerii we Włodzimierzu Wołyńskim. W 1932 roku ukończył szkolenie i został odesłany do 7 pułku artylerii lekkiej w Częstochowie. Następnie do 1934 roku był uczniem Szkoły Podchorążych Artylerii w Toruniu. 4 sierpnia 1934 Prezydent RP Ignacy Mościcki mianował go podporucznikiem ze starszeństwem z dniem 15 sierpnia 1934 i 34. lokatą w korpusie oficerów artylerii, a minister spraw wojskowych wcielił do 7 pułku artylerii lekkiej.
Po otrzymaniu stopnia oficerskiego zgłosił się do Centrum Wyszkolenia Oficerów Lotnictwa. Lotnictwem zainteresował się już wcześniej, być może pod wpływem trzech braci, którzy byli pilotami, a których dwóch (Roman i Mieczysław) zginęło kolejno w katastrofach lotniczych w 1937 i 1938 roku. Szkolenie lotnicze odbył w latach 1934–1935 i został skierowany do 2 pułku lotniczego z Krakowa, gdzie latał na lekkich dwupłatowcach bombowo-rozpoznawczych Breguet 19. W 1936 roku został skierowany na wyższy kurs pilotażu w Grudziądzu, który ukończył jako pilot myśliwski. Potem na krótko wrócił do Krakowa, po czym został przeniesiony do innej jednostki jako pilot PZL P.7. Od marca 1938 roku latał na PZL P.11c. Od października 1938 roku służył w Centrum Wyszkolenia Lotnictwa w Dęblinie jako dowódca III plutonu 4. eskadry I dywizjonu Szkoły Podchorążych Lotnictwa – Grupa Liniowa. Tę funkcję pełnił do wybuchu wojny.

### II wojna światowa
W czasie kampanii wrześniowej ewakuował się na przedmoście rumuńskie i 19 września 1939 roku wykonał rozkaz przejścia na Węgry. Został internowany w obozie Nagykata, ale już 26 października uciekł z obozu internowania i posiadając paszport wyjechał do Jugosławii, a następnie Grecji, skąd na statku SS Warszawa wypłynął do Francji.
Do Francji dotarł w listopadzie i został skierowany do Centrum Wyszkolenia Lotnictwa w Lyonie, skąd w końcu lutego 1940 roku został wysłany do północnej Afryki. Po upadku Francji zdołał dotrzeć do Wielkiej Brytanii.
Początkowo skierowano go do 308 dywizjonu, gdzie rozpoczął szkolenie na samolotach Hurricane, a następnie regularne loty. Od maja 1941 roku latał na Spitfire'ach w lotach bojowych nad Europą. W czerwcu 1941 roku objął dowództwo eskadry w 308 dywizjonie. Pierwszego zestrzelenia dokonał w lipcu tego samego roku, w trakcie powrotu z nalotu na lotnisko Luftwaffe został zaatakowany przez trzy Bf 109, z których jeden został trafiony z karabinu. W końcu września nad Francją zestrzelił kolejny samolot Messerschmitt, a pod koniec października dokonał trzeciego i czwartego zestrzelenia. W listopadzie trafił do 315 dywizjonu jako jego dowódca. W grudniu 1941 roku zestrzelił jeszcze jeden samolot, co dało mu tytuł asa. Z końcem kwietnia 1942 roku objął dowództwo 1 Polskiego Skrzydła Myśliwskiego (dywizjon 303, dywizjon 316, dywizjon 317). Ostatnie zestrzelenia zaliczył 26 lipca 1942 roku.
Brał udział w rajdzie na Dieppe, który dla lotnictwa zakończył się pozytywnie, pomimo ogólnej porażki akcji. Polacy uzyskali 15 i 1/2 zestrzeleń pewnych, 5 prawdopodobnych oraz 3 uszkodzenia przy stracie jednego zabitego i jednego wziętego do niewoli. Za dowodzenie w operacji Janus otrzymał Distinguished Service Order.
26 stycznia 1943 roku doszło w czasie powrotu z misji nad Francją do zderzenia z innym polskim samolotem. Drugi z pilotów zginął, a Janus wyskoczył ze spadochronem. Po dotarciu do brzegu francuskiego trafił do niemieckiej niewoli i Stalagu w Żaganiu. Próbę ucieczki podjął już 15 sierpnia. Grupa, w której się znalazł składała się z lotników różnych narodowości, z których jeden mówił płynnie po niemiecku i posiadał podrobioną legitymację niemieckiego podoficera oraz skradziony mundur. Janus znalazł się w grupie, którą ten jeniec miał wyprowadzić z obozu przebrany za strażnika. Zbiegom udało się pokonać jeden punkt kontrolny, drugi strażnik wszczął alarm. Niepowodzenie wiązało się z tym, że chwilę wcześniej podobną metodę ucieczki zastosowała inna grupa więźniów. Kolejną ucieczkę podjęto w marcu 1944 roku, jednak Janus nie zdołał zbiec. Większość zbiegów zostało schwytanych i zamordowanych. Z obozu jenieckiego został ewakuowany w styczniu 1945 roku na zachód. Uwolniony został w maju 1945 roku przez aliantów.

### Na emigracji
Do Wielkiej Brytanii powrócił 9 maja 1945 roku i został skierowany na rekonwalescencję. 17 września powrócił do regularnej służby. Na początku 1947 roku wstąpił do Polskiego Korpusu Przysposobienia i Rozmieszczenia.
W 1952 roku podjął współpracę z CIA, wraz z kpt. pil. Ludwikiem Martelem oraz mjr pil. Józefem Jeką mieli zostać zrzuceni na teren PRL oraz porwać najnowszy wówczas radziecki odrzutowiec MiG-15. Operacji zaniechano, gdy 5 marca 1953 roku taką maszyną uciekł ze Słupska na wyspę Bornholm polski pilot Franciszek Jarecki.
13 lutego 1953 roku otrzymał brytyjskie obywatelstwo. Był wówczas partnerem w spółce Leather Goods and Handicrafts Company w East Farleigh w hrabstwie Kent. W tym samym roku wstąpił do Royal Air Force i służył w nim do 1965 roku. W tymże roku przebył zawał mięśnia sercowego i został przeniesiony na emeryturę.
Zmarł 11 listopada 1978 roku. Jego prochy przewieziono i pochowano na cmentarzu Rakowickim w Krakowie.

## Zwycięstwa powietrzne
Na liście Bajana zajmuje 28. pozycję z 6 zestrzeleniami pewnymi i 1 uszkodzeniem.

## Ordery i odznaczenia
- Krzyż Srebrny Orderu Virtuti Militari (nr 9267)
- Krzyż Walecznych – czterokrotnie
- Medal Lotniczy – czterokrotnie
- Polowy Znak Pilota
- Distinguished Service Order – Wielka Brytania
- Distinguished Flying Cross – Wielka Brytania

## Upamiętnienie
W Krakowie znajduje się ulica jego imienia, do 2017 nosząca imię Lucjana Szenwalda. Stefan Janus jest wymieniony na pomniku Lotników z Prokocimia, który znajduje się w Krakowie przy ul. Na Wrzosach, a także na tablicy znajdującej się w  kościele garnizonowym pw. św. Agnieszki w Krakowie.